# M1 (Fernsehsender)
M1 ist der größte ukrainische Musiksender, der seit 2022 ausschließlich ukrainische Musikvideos und Unterhaltungsprogramme ausstrahlt. Er ist Teil der Medienkonzerne StarLightMedia (50 %) und TAVR Media (50 %). Ein ähnlicher Fernsehsender ist M2.

## Geschichte
M1 ging im Dezember 2001 auf Sendung. Seit dem 1. Februar 2002 sendet er via Satellit. Von 2004 bis 2009 strahlte der TV-Sender erstmals in der Ukraine die an das ukrainische Publikum angepassten Zeichentrickserien Die Simpsons und Futurama aus.
Ausgestrahlt wurden auch das Cannes Film Festival 2009, die American Music Awards 2009, die Grammy Awards 2012, die Victoria’s Secret Fashion Show 2012 und die Brit Awards 2013.
Seit 1. November 2014 sendet M1 zusammen mit dem dazugehörigen TV-Sender „M2“ im 16:9-Breitbildformat.
Im Jahr 2015 hat M1 die M1 Music Awards ins Leben gerufen. Der Preis zielt darauf ab, herausragende Leistungen in der Musikindustrie zu identifizieren und den persönlichen Beitrag zur Entwicklung des ukrainischen Showbusiness zu würdigen.
Seit 7. November 2019 strahlt M1 zusammen mit dem dazugehörigen TV-Sender M2 in High Definition (HD) aus.
Anlässlich des Russischen Überfalls auf die Ukraine 2022 gestaltete der Sender sein Logo in den ukrainischen Nationalfarben und strahlte nur noch ukrainische Musikvideos sowie Ansprachen ukrainischer Musiker aus. Anstatt des mitlaufenden Songtextes wurde ein Newsticker eingeblendet.

## Marktanteil
Der Kanal deckt mehr als 70 % des Territoriums der Ukraine ab.
Im Jahr 2018 betrug der Marktanteil des Senders 1,41 %. Im Dezember 2020 betrug der Anteil des Kanals 0,92 %. 2021 betrug der Anteil: 0,76 %.
Der Fernsehsender nimmt 42 % des Gesamtanteils der Musiksender in der Ukraine ein.

## Logos

Logo von 2001 bis 2021, ab 2023
Logo von 2021 bis 2022
Logo von 2022 bis 2023

## Programm
- Tägliche Show / Щоденне Show Червона рута
- M1 TOP 10
- Instagram Chart
- Die besten Patinnen der Ukraine / Найкращі куми України
- Hit Dutzend / Хітова дюжина
- Ministerium des Premierministers / Міністерство прем'єр
- TopTikTok
- Wochenende mit M1 / Weekend із М1
- Meine Playlist / Мій плейлист
- Shazam Chart
- Webcam / Webкамера
- Musik-Slots (Lass uns aufstehen, Zeit zum Entspannen, Top Fat, Let’s Sing, Let’s Dance) / Музичні слоти (Давай Вставай, Relax Time, Tоп Жир, Давай Співай, Давай Танцюй)
- M1 Music Awards News
- M1 Stories 2.0
- Collection M1